# Tlahuiztlampa

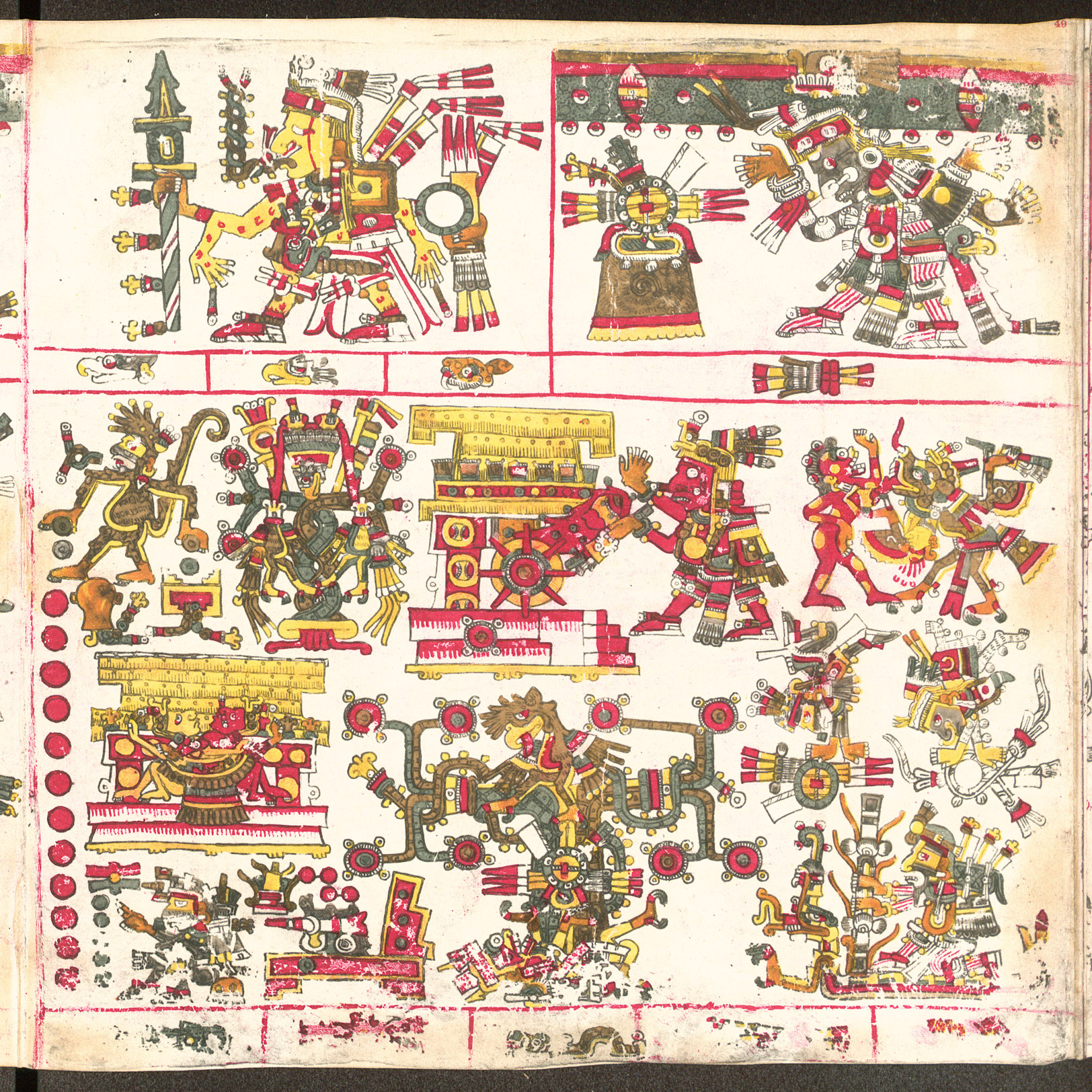
Tlahuiztlampa en el Códice Borgia.

Tlahuiztlampa (del náhuatl: tlawistlanpa ‘hacia el lugar del amanecer’‘tlawiskalli, el amanecer; tlan, lugar de; pa, hacia’) en la mitología mexica es el punto cardinal del Oriente, en el oriente se recibe el consejo de los ancestros, y es a través de ellos que se conectan con Quetzalcóatl, que aprendió a volar por medio de la sabiduría preciosa, éste guardián del Tlahuiztlampa, el oriente, se erige como el carrizo a fin de ascender toda su energía creadora hasta los mundos suprasensibles, lo representa el atecocolli (caracol), símbolo de la evolución constante, con el que se asiste para desarrollar la sabiduría que ha de guiar las vidas.
Su mayor manifestación es el rayo de luz primigenio, que muestra los misterios del universo y enseña la manera correcta de vivir para llegar a ser un verdadero macehualli (un hombre merecido) sobre esta tierra, sobre el tlalticpac, lugar donde la realidad es cambiante y perecedera del mundo.